# John Ellis (Saxophonist)
John Axson Ellis (* 13. April 1974) ist ein US-amerikanischer Jazz-Saxophonist.

## Leben
Ellis wuchs auf einer kleinen Farm in North Carolina auf und erlernte als Kind Klavier und später Klarinette. Beeinflusst wurde er durch die Music von Scott Joplin. In einer Highschoolband spielte er erstmals Saxophon. Er besuchte die North Carolina School of the Arts in Winston-Salem. Dort studierte er ein Jahr lang Oboe und wechselte dann zum Saxophon. Sein Lehrer war James Houlik, der gleichzeitig sein wichtigster Mentor in dieser Zeit war.
Später zog er nach New Orleans und besuchte dort für ein Jahr die University of New Orleans, wo er unter anderem von Ellis Marsalis unterrichtet wurde. Nach seinem Studienabbruch spielte er unter anderem im Quartet von Ellis Marsalis und trat vielfach in und um New Orleans auf. Nach drei Jahren verließ er die Stadt und spielte in verschiedenen Formationen in Asien und Afrika.
Im Jahr 1996 brachte Ellis seine erste eigene CD The Language of Love auf den Markt und führte seine Jazzausbildung in der New Yorker New School for Social Research von 1997 bis 1999 fort. Daneben war er für sechs Jahre Mitglied in der Formation von Charlie Hunter und spielte hier auch bei einigen Alben mit.
John Ellis spielte und spielt auf verschiedenen Konzerten und Festivals zusammen mit unterschiedlichen Künstlern und gehört zum AMI-Quartet von Anne Mette Iversen. Seit 2002 veröffentlichte Ellis regelmäßig eigene Alben, wir das mit seiner New-Orleans-Band aufgenommene Double Wide, zu der unter anderem der Sousaphonist Matt Perrine, Akkordeonist und Keyboarder Gary Versace und Schlagzeuger Jason Marsalis  gehören. 2012 spielte er mit dieser Band auf dem Newport Jazz Festival. Zu hören ist er u. a. auch auf Dr. Lonnie Smiths Breathe (2021) und auf Rudy Roystons Alben Flatbed Buggy (2018) und Day (2023). Zu hören ist er u. a. auch auf Dynamic Maximum Tension (2023) von Darcy James Argue’s Secret Society. 2025 legte er das Album Heroes vor. 

## Diskografie
- 1996: The Language of Love
- 2002: Roots, Branches, & Leaves
- 2005: One Foot in the Swamp
- 2006: By A Thread
- 2008: Dance Like There's No Tomorrow (John Ellis & double wide)
- 2010: Puppet Mischief (John Ellis & double wide)
- 2020: All Things Bright, mit Yasushi Nakamura, Jason Marsalis
- 2021:  John Ellis / Adam Levy / Glenn Patscha: Say It Quiet
- 2025: Heroes, mit Michael Rodriguez, Gary Versace, Reuben Rogers, Kush Abadey